# Kleinkastell Freimühle
Das Kleinkastell Freimühle war eine römische Fortifikation des Rätischen Limes, die im Jahre 2005 den Status als UNESCO-Weltkulturerbe erlangte. Das Kleinkastell wurde rund 750 Meter südlich der römischen Reichsgrenze errichtet. Die Reste befinden sich nordwestlich von Schwäbisch Gmünd im Ostalbkreis in Baden-Württemberg.

## Lage

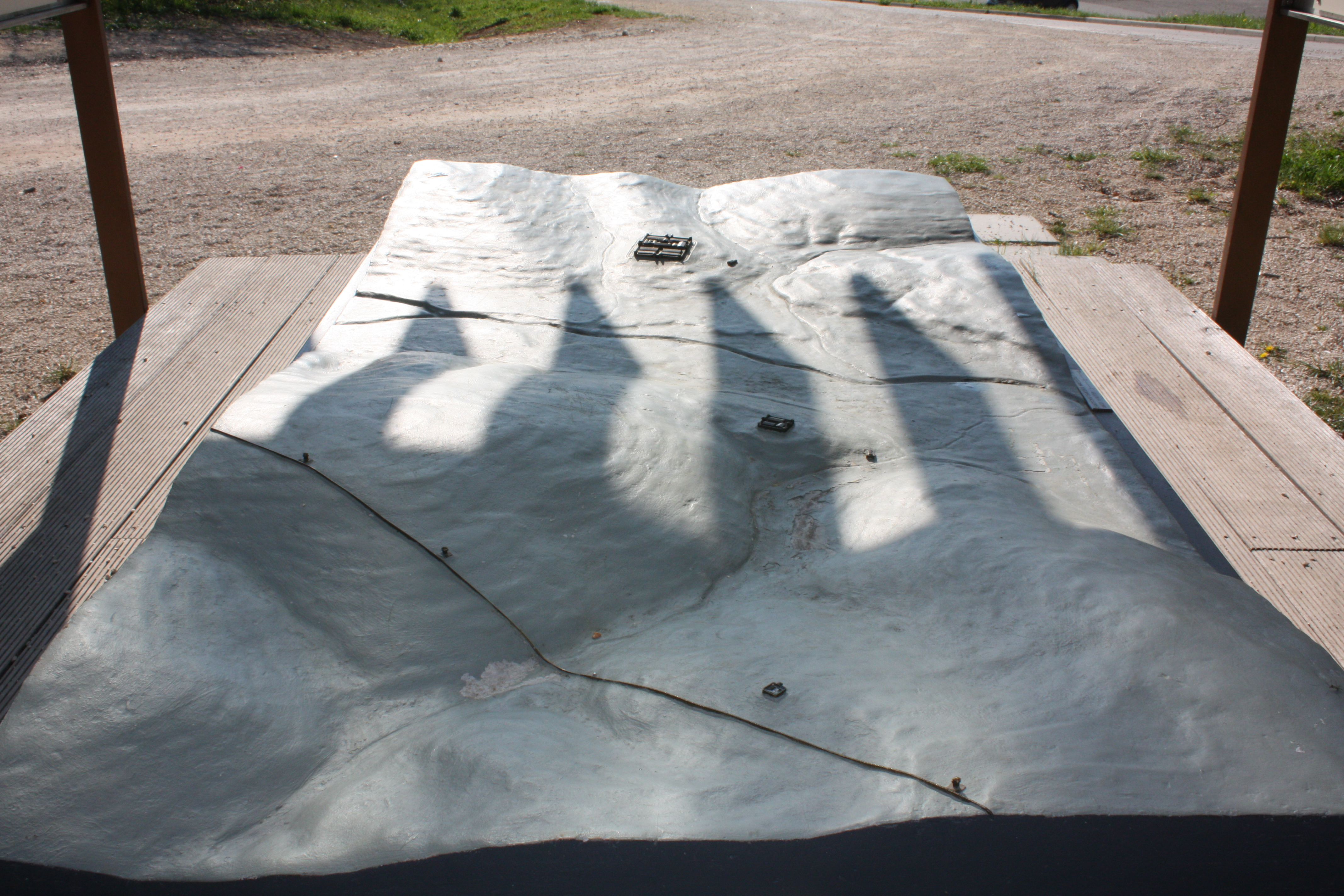
Landschaftsmodell mit dem Kastell Schirenhof im oberen Bildbereich, dem Kleinkastell Freimühle in der Bildmitte und dem Kleinkastell Kleindeinbach mit dem Limes am unteren Bildrand

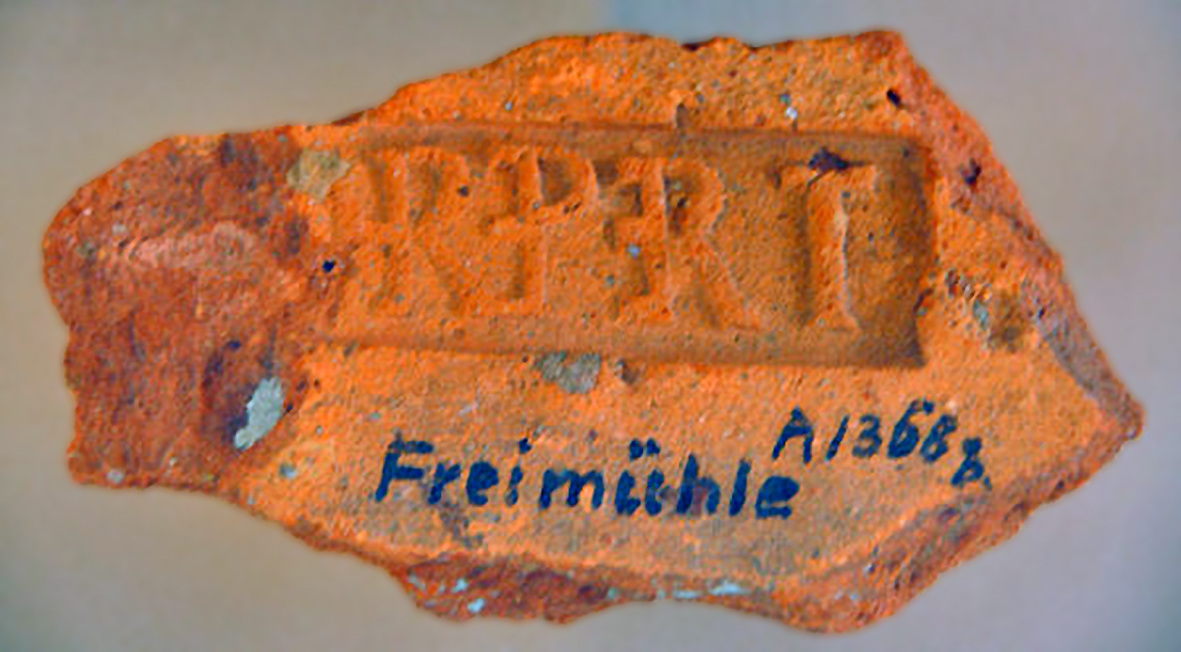
Ziegelstempel der in Schirenhof stationierten [COho]Rs Prima RaeTorum; Limesmuseum Aalen

Das Kleinkastell Freimühle lag auf einem leicht vorspringenden Sporn des Rotenbachtaler Osthanges in der Waldflur Vogelhau. Von dort aus konnte sowohl das Rotenbachtal als auch ein Abschnitt des Remstals eingesehen werden. Nur 750 Meter nördlich, für ein Kleinkastell jedoch bereits ungewöhnlich weit entfernt, lief die nach West-Ost ausgerichtete, offenbar im Jahre 164 n. Chr. erbaute Palisade des Obergermanischen Limes in das Rotenbachtal hinab. An diesem Hang, rund 90 Meter westlich über dem Rotenbach, begann an der Grenze der römischen Provinzen Germania superior (Obergermanien) und Raetia (Rätien) der steinerne Abschnitt des Limes, der sich bis zur Donau hinzog. Vom Kleinkastell Freimühle aus konnten sowohl das rund einen Kilometer nordwestlich am Westhang des Rotenbachtales gelegene Kleinkastell Kleindeinbach als auch der über dieser Befestigung stehende Wachturm eingesehen werden. Die dort stationierte Einheit konnte auch einen weiteren Abschnitt des Remstals im Auge behalten.

## Forschungsgeschichte
Bis zur Entdeckung 1901 ließen weder volkstümliche Überlieferung noch Flurnamen auf ein Kastell im Vogelhau schließen. Erst ein damals über das Land fegender, orkanartiger Sturm, der mehrere Bäume entwurzelte, brachte Mauerreste und römische Keramikscherben zum Vorschein, die zwei Forstbeamte beim Aufarbeiten des Windbruchs im Winter 1901/1902 entdeckten. Der Schwäbisch Gmünder Oberbürgermeister Paul Möhler veranlasste Grabungen, die sehr bald Grundmauerreste eines römischen Gebäudes zutage brachten. Major Heinrich Steimle, Streckenkommissar der Reichs-Limeskommission (RLK), untersuchte 1902 anschließend Umwehrung und Innenbereich der Anlage und erkannte die Mauerreste als Kastell. Durch großzügige Zuschüsse, die dem Engagement von Eugen Gradmann (1863–1927), damals Landeskonservator der Staatssammlung vaterländischer Kunst- und Altertumsdenkmale, beim Württembergischen Kultusministerium zu verdanken waren, konnten die Ausgrabungen Steimles ausführlicher durchgeführt werden, als dies sonst möglich gewesen wäre.
Mit der Erhebung des Limes zum Weltkulturerbe 2005 wurde der Kastellplatz geomagnetisch und geoelektrisch prospektiert, der Wald auf der Kastellfläche gerodet und die Umwallung deutlich sichtbar aufgeworfen. Ausgrabungen fanden nicht statt, jedoch wurde der Platz neu dokumentiert. Im Jahre 2006 weihte Dieter Planck, damals Präsident des Landesamtes für Denkmalpflege Baden-Württemberg, diese Anlage ein. Unmittelbar unterhalb der antiken Befestigung wurde im Mai 2009 ein Informationspavillon eröffnet. Rund 800 Meter südlich des Limesverlaufes veranschaulicht ein Rekonstruktionsversuch das Zusammentreffen von obergermanischer Palisade mit Wallgraben und rätischer Limesmauer.

## Baugeschichte
Die 52,10 × 54,86 Meter (= 0,29 Hektar) umfassende Anlage besaß abgerundete Ecken und eine 1,22 Meter breite Umfassungsmauer. Der Streckenkommissar stellte fest, dass das nur stellenweise erhaltene Mauerwerk aus Bruchsteinen in den Bereichen, die erhalten geblieben waren, immer noch bis zu 0,80 Meter hoch sein konnte. An den erhalten gebliebenen Stellen, konnte ein Sockelprofil festgestellt werden, das um rund eine Handbreite hervorsprang. In den vier abgerundeten Ecken der Umfassungsmauer stand je ein trapezförmiger Eckturm. Zu den 1902 getroffenen Feststellungen gehörte auch das damals noch bis zu 0,80 Meter hoch erhaltene Osttor, das von zwei Tortürmen flankiert wurde. Die einspurige Durchfahrt war zwischen 3,24 bis 3,66 Meter breit. An den beidseitigen Torflanken war noch nischenartige Mauerauslassungen zum Anlegen der geöffneten Torflügel erhalten. Das zweite, fast gänzlich zerstörte Tor befand sich im Westen, hier konnte Steimle „eine Menge verkohlter Balkenreste“ beobachten. Der Anlage war ein rund sechs Meter breiter Spitzgraben vorgelagert, der nach Steimle vor den Toren aussetzte.
Bei den Untersuchungen der Innenbebauung wurde 1902 festgestellt, dass der Boden über die Maßen durchwühlt war. Es wird heute ein in Holzbauweise errichteter Innenausbau angenommen, Die Suche nach dieser Bebauung verlief für die RLK möglicherweise aufgrund der damals noch nicht so weit fortgeschrittenen Grabungstechniken ergebnislos. Es konnte jedoch festgestellt werden, dass sich hinter der steinernen Wehrmauer eine angeschüttete Erdrampe befand, auf der die Wachsoldaten patrouillieren. Wie Ziegelstempel aus Freimühle bezeugen, wurde die Fortifikation von Soldaten der im Kohortenkastell Schirenhof stationierten Cohors I Raetorum errichtet. Das Kastell befindet sich in einer fast identischen Ausrichtung wie Kastell Schirenhof, das auf der gegenüberliegenden Seite der Rems angelegt wurde.
Man nimmt an, dass das Kleinkastell Freimühle zum Typus von Kleinkastell Haselburg bei Walldürn gehört haben könnte. Aufgrund seiner Lage ist sich die Wissenschaft über die Bedeutung dieser Fortifikation, rund 100 Meter unterhalb des Limes und genau zwischen Schirenhof und Kleinkastell Kleindeinbach liegend, unklar. Dieter Planck äußerte die Meinung
„… daß dieses Kleinkastell zur Überwachung der hier vermuteten Grenzziehung erbaut worden ist. Vermutlich unterstand die hier stationierte Truppe dem Kastell Schirenhof, mit dem eine direkte Sichtverbindung bestand.“
Vielleicht hatte die in Freimühle lagernde Truppe auch nur sekundär mit der Limesverteidigung zu tun. Südwestlich des Kleinkastells konnten an der Talsohle beim Austritt des Rotenbachs aus dem Rotenbachtal bei Straßen- und Bahnbrückenbauarbeiten römische Siedlungsreste und Gräber aufgedeckt werden. Dies deutet vielleicht auf die eventuelle Selbständigkeit einer hier längerfristig lagernden Einheit hin. Es wurde daher vermutet, dass das Kleinkastell Freimühle vielleicht Stützpunkt der römischen Straßenpolizei gewesen sei, welche die Fernstraße im Remstal zu überwachen hatte, die nahe der Mündung des Rotenbachs in die Rems auch die Grenze zwischen den Provinzen Germania superior und Raetia überwand.
Das Grenzgebiet von Germania superior und Raetia ist im Limesbereich ungewöhnlich dicht mit römischen Militärstützpunkten belegt. Auch die Nähe der Kohortenkastelle Lorch am Rand der Provinz Germania superior und Schirenhof in Raetia scheinen diesen Eindruck zu bestätigen. Vielleicht wird hier ein gewisses eigenständiges Handeln der für die Provinzverwaltung Verantwortlichen sichtbar. Besonders der nur in Rätien durchgeführte Ausbau der Reichsgrenze in Stein könnte hierfür ein Beleg sein.

Der seit 2006 sichtbare Kastellplatz
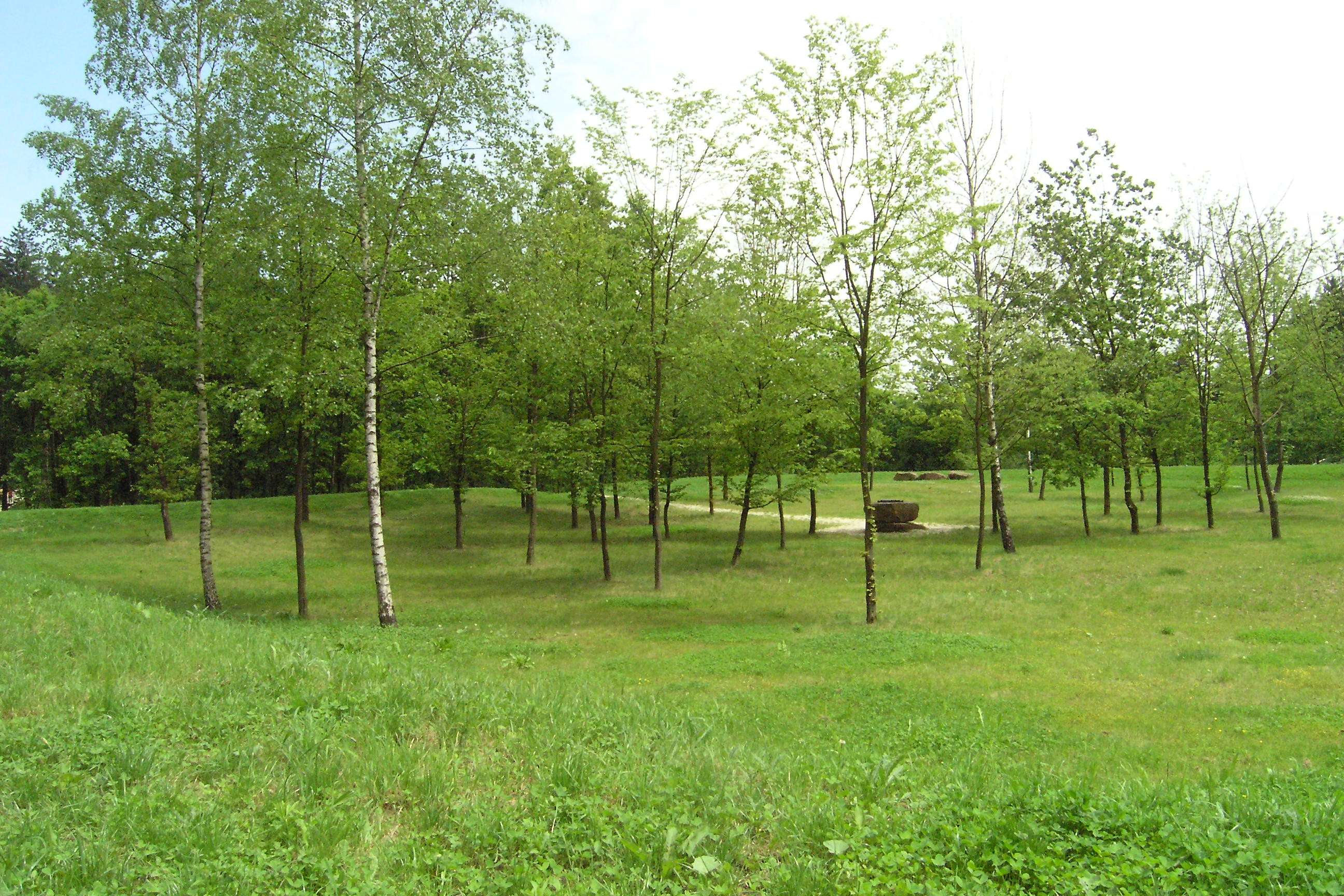
Blick über das Lagergelände
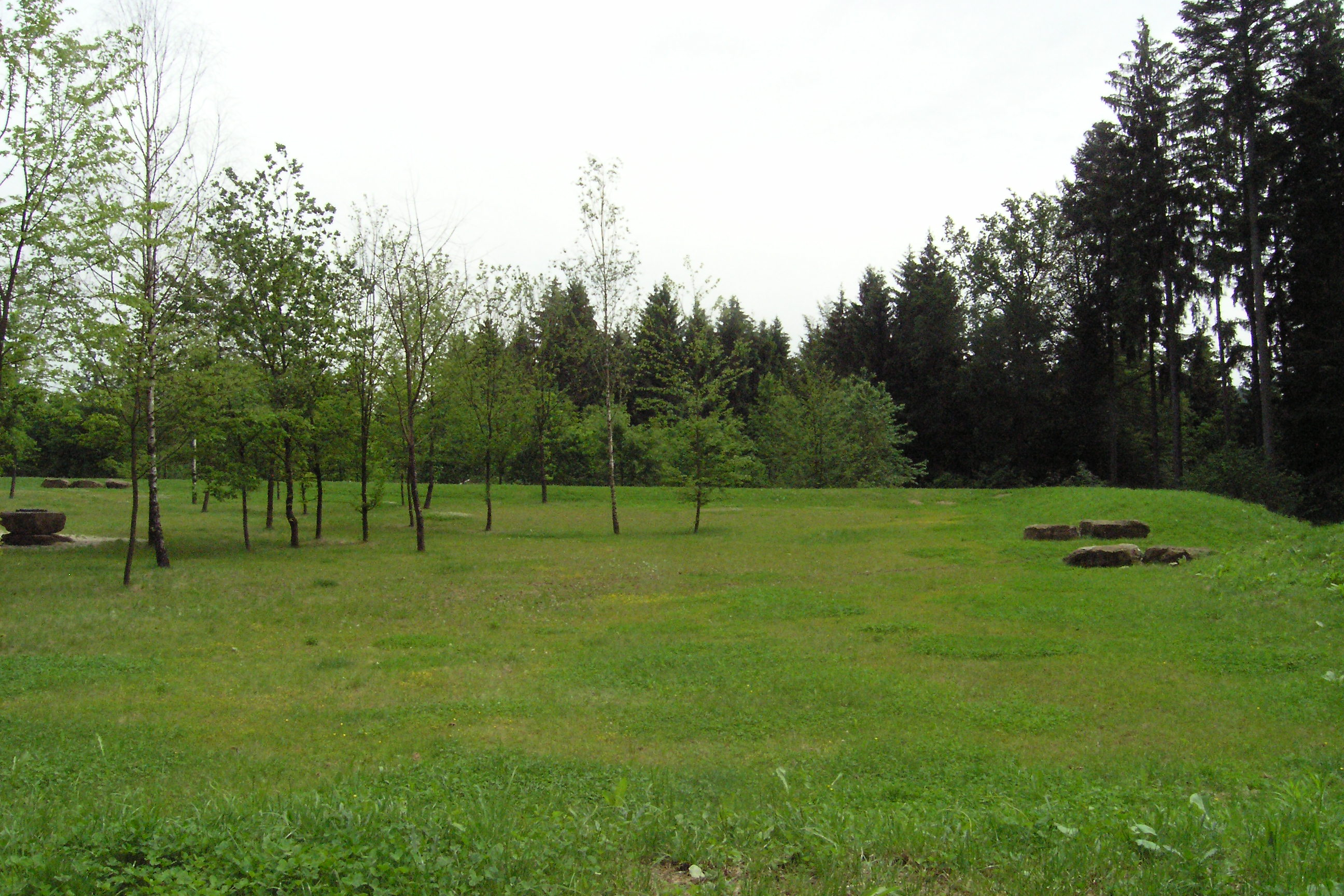
Die ursprünglich steinerne Umfassungsmauer wird als Erdwall angedeutet.
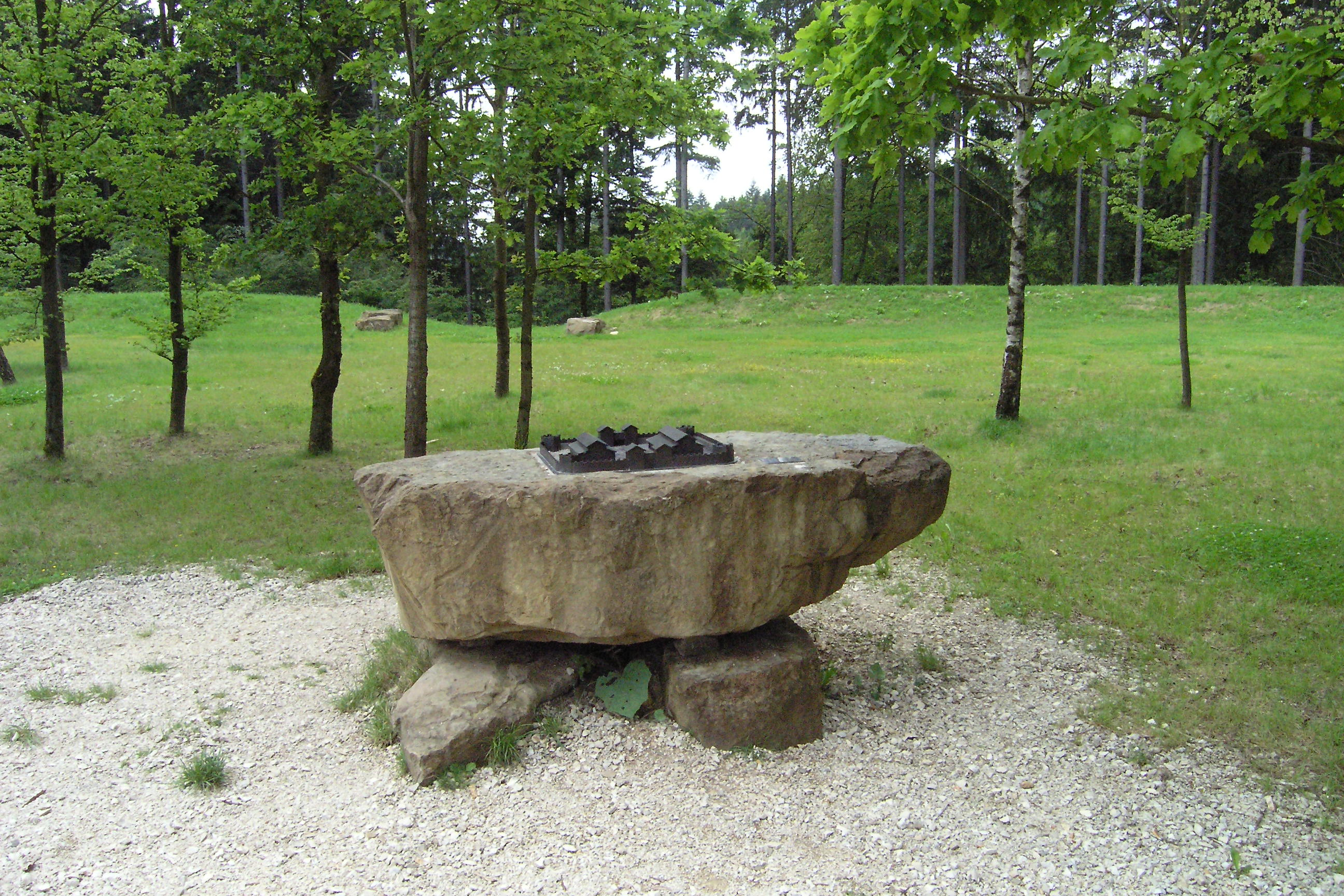
Modell des Kastells in der einstigen Lagermitte

## Kastellbad
Rund 50 Meter südwestlich der Befestigung wurde dessen kleines Kastellbad untersucht, das am zum Remstal herabführenden Abhang errichtet worden war. Es war dieser Bau, den die Forstbeamten nach dem Sturm zuerst entdeckt hatten. Steimle fand den Bau 1902 bereits stark zerstört vor. Das Gebäude zeichnet sich heute als schwache Bodenunebenheit in der Landschaft ab. Der Nachweis einer solchen Therme zeigt, dass auch bei diesen kleinen Anlagen mit einer bemerkenswert ausgebauten Infrastruktur gerechnet werden kann.

## Denkmalschutz
Das Kleinkastell Freimühle und die erwähnten Bodendenkmale sind als Abschnitt des Obergermanisch-Rätischen Limes seit 2005 Teil des UNESCO-Welterbes. Außerdem sind die Anlagen Kulturdenkmale nach dem Denkmalschutzgesetz des Landes Baden-Württemberg (DSchG). Nachforschungen und gezieltes Sammeln von Funden sind genehmigungspflichtig, Zufallsfunde an die Denkmalbehörden zu melden.